# Muddy (Montana)
Muddy es un lugar designado por el censo ubicado en el condado de Big Horn en el estado estadounidense de Montana. En el Censo de 2010 tenía una población de 617 habitantes y una densidad poblacional de 8,32 personas por km².

## Geografía
Muddy se encuentra ubicado en las coordenadas 45°34′47″N 106°46′31″O / 45.57972, -106.77528. Según la Oficina del Censo de los Estados Unidos, Muddy tiene una superficie total de 74.18 km², de la cual 74.18 km² corresponden a tierra firme y (0%) 0 km² es agua.

## Demografía
Según el censo de 2010, había 617 personas residiendo en Muddy. La densidad de población era de 8,32 hab./km². De los 617 habitantes, Muddy estaba compuesto por el 2.43% blancos, el 0% eran afroamericanos, el 94.98% eran amerindios, el 0% eran asiáticos, el 0% eran isleños del Pacífico, el 1.13% eran de otras razas y el 1.46% pertenecían a dos o más razas. Del total de la población el 8.27% eran hispanos o latinos de cualquier raza.